# Арті (Франція)
Арті́ (фр. Arthies) — комуна у Франції, у регіоні Іль-де-Франс, департамент Валь-д'Уаз. Населення — 268 осіб (01.01.2021).
Комуна розташована на відстані близько 50 км на північний захід від Парижа, 22 км на захід від Сержі.

## Демографія
Динаміка населення (Cassini і INSEE ):

## Економіка
2010 року серед 192 осіб працездатного віку (15—64 років) 152 були активними, 40 — неактивними (показник активності 79,2%, у 1999 році було 80,0%). З 152 активних мешканців працювала 141 особа (74 чоловіки та 67 жінок), безробітними було 11 (7 чоловіків та 4 жінки). Серед 40 неактивних 22 особи були учнями чи студентами, 11 — пенсіонерами, 7 були неактивними з інших причин.

У 2010 році в муніципалітеті числилось 100 оподаткованих домогосподарств, у яких проживало 282 осіб, медіана доходів виносила 24 611,5 євро на одного особоспоживача.